# Ríos Arrago y Tralgas
Ríos Arrago y Tralgas este o arie protejată (arie specială de conservare — SAC, sit de importanță comunitară — SCI) din Spania întinsă pe o suprafață de 827,01 ha, integral pe uscat.

## Localizare
Centrul sitului Ríos Arrago y Tralgas este situat la coordonatele 40°13′45″N 6°29′06″W / 40.2292°N 6.485°V.

## Înființare
Situl Ríos Arrago y Tralgas a fost declarat sit de importanță comunitară în decembrie 2000 pentru a proteja 30 de specii de animale. Situl a fost protejat și ca arie specială de conservare în mai 2015.

## Biodiversitate
Situată în ecoregiunea mediteraneană, aria protejată conține 8 habitate naturale: Dehesas cu Quercus spp. perene, Galerii și tufărișuri riverane sudice (Nerio-Tamaricetea și Securinegion tinctoriae), Pajiști uscate europene, Lande oro-mediteraneene cu formațiuni endemice de grozamă, Păduri aluvionare cu Alnus glutinosa și Fraxinus excelsior (Alno-Padion, Alnion incanae, Salicion albae), Pajiști cu Molinia pe soluri calcaroase, turboase sau argilos-nămoloase (Molinion caeruleae), Galerii de Salix alba și de Populus alba, Păduri de stejar galițio-portugheze cu Quercus robur și Quercus pyrenaica.
La baza desemnării sitului se află mai multe specii protejate:
- păsări (20): rață mare (Anas platyrhynchos), fâsă de luncă (Anthus pratensis), Bubulcus ibis, cuc (Cuculus canorus), egretă mică (Egretta garzetta), măcăleandru (Erithacus rubecula), Fringilla montifringilla, Hippolais polyglotta, privighetoare (Luscinia megarhynchos), codobatură galbenă (Motacilla alba), codobatură de munte (Motacilla cinerea), grangur (Oriolus oriolus), codroș de munte (Phoenicurus ochruros), codroșul de pădure (Phoenicurus phoenicurus), pitulice de munte (Phylloscopus collybita), aușel sprâncenat (Regulus ignicapilla), silvie cu cap negru (Sylvia atricapilla), fluierarul de zăvoi (Tringa ochropus), sturz-cântător (Turdus philomelos), pupăză (Upupa epops)
- mamifere (1): vidră de râu (Lutra lutra)
- nevertebrate (3): Gomphus graslinii, Macromia splendens, Oxygastra curtisii
- pești (4): Cobitis paludica, Cobitis vettonica, Pseudochondrostoma polylepis, Rutilus alburnoides
- reptile (2): Lacerta schreiberi, Mauremys leprosa

Pe lângă speciile protejate, pe teritoriul sitului au mai fost identificate 2 specii de plante, 1 specie de păsări, 4 specii de amfibieni, 3 specii de pești, 2 specii de reptile.